# Переверзєва Ніна Василівна
Ніна Василівна Переверзєва (8 березня 1929, село Лєтник, тепер Піщанокопського району Ростовської області, Росія — 1 квітня 2022) — радянська діячка, новатор виробництва, комбайнер, ланкова збирально-транспортної ланки  колгоспу «Путь Ленина» Піщанокопського району Ростовської області. Кандидат у члени ЦК КПРС у 1981—1982 роках. Член ЦК КПРС у 1982—1990 роках. Герой Соціалістичної Праці (7.12.1973).

## Життєпис
Народилася в селянській родині. З 1944 року працювала причіплювачем на тракторі в колгоспі села Лєтник Ростовської області. У 1945—1959 роках працювала на фермі колгоспу села Лєтник Ростовської області.
З 1959 року — штурвальна механізованої ланки. У 1966 році закінчила курси механізаторів.
У 1966—1974 роках — комбайнер колгоспу «Путь Ленина» Піщанокопського району Ростовської області.
Член КПРС з 1970 року.
Указом Президії Верховної Ради СРСР від 7 грудня 1973 року за великі успіхи, досягнуті у Всесоюзному соціалістичному змаганні, та виявлену трудову доблесть у виконанні прийнятих зобов'язань по збільшенню виробництва і продажу державі зерна та інших продуктів землеробства в 1973 році Переверзєвій Ніні Василівні присвоєно звання Героя Соціалістичної Праці з врученням ордена Леніна і золотої медалі «Серп і Молот».
У червні 1974—1988 роках — ланкова збирально-транспортної ланки колгоспу «Путь Ленина» Піщанокопського району Ростовської області.
У 1978 році закінчила вечірню середню школу робітничої молоді в Ростовській області.
З 1988 року — механізатор, майстер-наставник колгоспу «Шлях Леніна» Песчанокопского району Ростовської області.
Потім — на пенсії в селі Лєтник Піщанокопського району Ростовської області.

## Нагороди і звання
- Герой Соціалістичної Праці (7.12.1973)
- два ордени Леніна (7.12.1973, 23.12.1976)
- орден Жовтневої Революції (6.06.1984)
- орден Трудового Червоного Прапора (15.12.1972)
- медалі
- Державна премія СРСР (1977)
- Почесний громадянин Ростовської області (2012)